# Otavi
Infobox Gemeinde in Namibia – Bitte den veralteten Parameter Stadtverwaltung entfernen

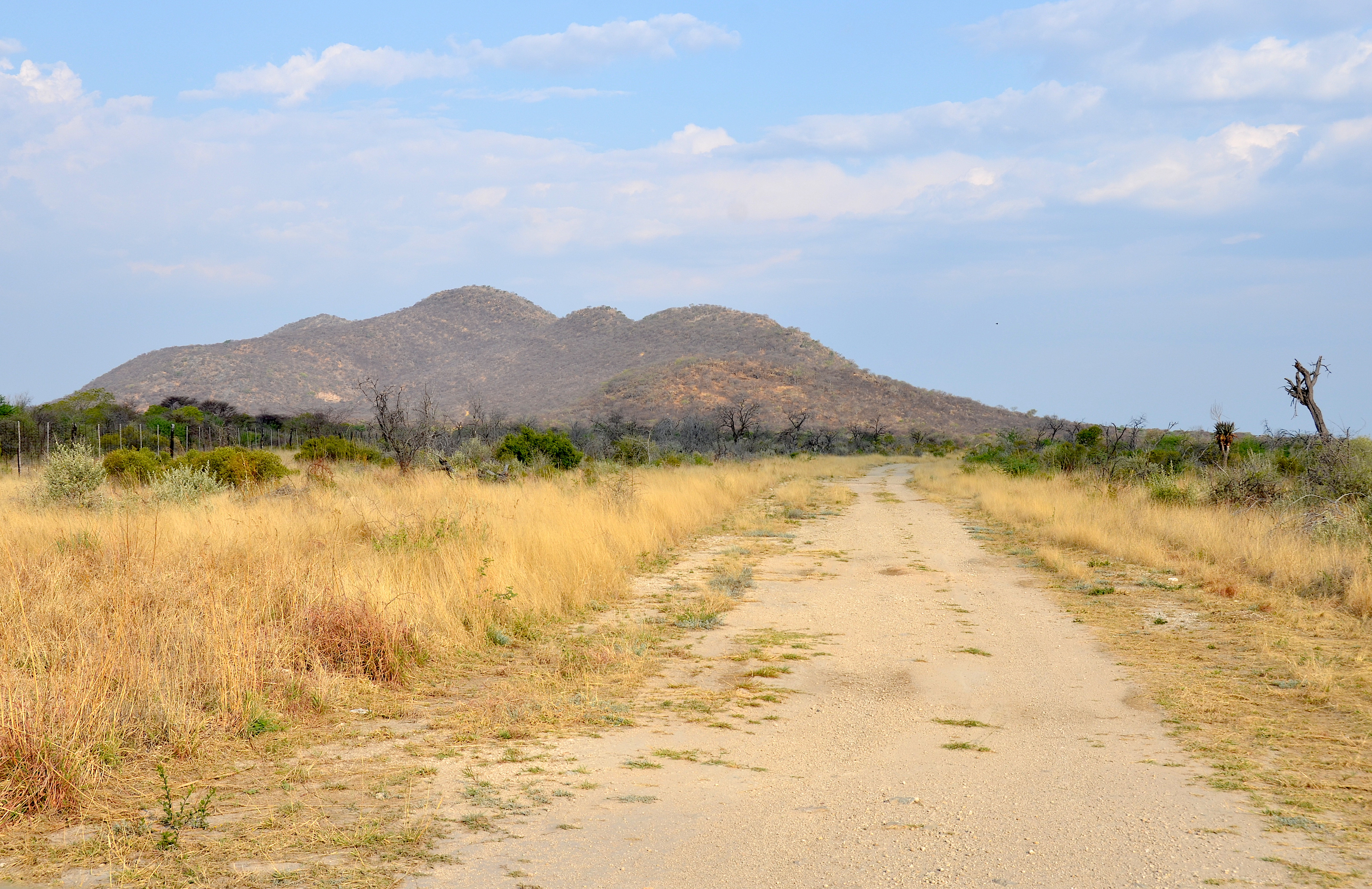
Der Elefantenberg südlich von Otavi (2014)

Otavi ist eine Stadt im gleichnamigen Wahlkreis der Region Otjozondjupa in Namibia. Im Jahre 2023 hatte die Stadt eine Bevölkerung von rund 10.800 Einwohnern auf einer Fläche von 427,91 km². Der Name Otavi stammt vom Namen einer nahe gelegenen Quelle; das Wort selbst stammt aus dem Ovambo; tava beschreibt die Bewegungen eines Neugeborenen bei der Geburt.
Die Stadt liegt zusammen mit Grootfontein und Tsumeb im Otavi-Dreieck (auch „Maisdreieck“), einem landwirtschaftlich intensiv genutzten Gebiet mit hohen Niederschlagszahlen. Die Stadt ist ein Verkehrsknotenpunkt in Namibia: Hier treffen die Nationalstraße B1, die Nationalstraße B8 (Teil des Trans-Caprivi-Highway) und die Hauptstraße C39 zusammen. Drei Kilometer außerhalb von Otavi steht das Khorab-Denkmal, das zum Gedenken an die Kapitulation der deutschen Schutztruppe von Südwestafrika am 9. Juli 1915 errichtet wurde.
Etwa sieben Kilometer südlich von Otavi befindet sich der Elefantenberg mit 1624 Metern über dem Meer.
In Otavi befindet sich mit der Deutschen Privatschule Otavi die kleinste deutschsprachige Schule Namibias. In ihr lernen 18 Schüler und Schülerinnen.

## Kommunalpolitik
Bei den Kommunalwahlen 2020 wurde folgendes amtliches Endergebnis ermittelt.
| Partei    | Stimmen | Stimmenanteil | Sitze |
| --------- | ------- | ------------- | ----- |
| SWAPO     | 01091   | 065,21 %      | 5 ▼   |
| IPC       | 0260    | 015,54 %      | 2 NEU |
| LPM       | 0167    | 09,98 %       | 0     |
| PDM       | 0105    | 06,28 %       | 0 ▼   |
| UDF       | 028     | 01,67 %       | 0     |
| SWANU     | 022     | 01,32 %       | 0     |
| Insgesamt | 1673    | 100 %         | 7     |

2004 wurde der Status von Otavi von dem einer Stadt in den eines Dorfes geändert, nachdem es bereits seit 1998 Überlegungen aufgrund der angespannten Finanzlage hierzu gab. 2011 wurde Otavi jedoch wieder als Stadt proklamiert.

## Otavi Minen- und Eisenbahn-Gesellschaft
Otavi war Namensgeberin der Otavi Minen- und Eisenbahn-Gesellschaft mit Sitz in Berlin, gegründet zum ausschließlichen Zweck des Baues einer Eisenbahn nach Tsumeb und Ausbeutung der dortigen Kupfervorkommen. Sie ging in der griechischen S & B-Gruppe auf und ist in dieser für das Perlitgeschäft zuständig.
Weitere im Abbau stehende Bergwerke in der Region sind beispielsweise die östlich von Otavi gelegene Kombat Mine sowie die Tsumeb West Mine und das Flussspatbergwerk Okorusu der Solvay S.A.

## Söhne und Töchter der Stadt
- Rosina ǁHoabes[Khi 1] (* 1962), namibische Politikerin

## Anmerkung
1. ↑  Anmerkung: Dieser Artikel enthält Schriftzeichen aus dem Alphabet der im südlichen Afrika gesprochenen Khoisansprachen. Die Darstellung enthält Zeichen der Klicklautbuchstaben ǀ, ǁ, ǂ und ǃ. Nähere Informationen zur Aussprache langer oder nasaler Vokale oder bestimmter Klicklaute finden sich z. B. unter Khoekhoegowab.